# Poljica-Brig
Poljica-Brig – wieś w Chorwacji, w żupanii zadarskiej, w mieście Nin. W 2011 roku liczyła 276 mieszkańców.